# Mikhail Ogonkov
Mikhail Pavlovich Ogonkov (en russe : Михаил Павлович Огоньков) (né le 24 juin 1932 à Moscou et mort le 14 août 1979 dans la même ville) est un footballeur soviétique ayant remporté la médaille d'or lors des Jeux olympiques d'été de 1956

## Carrière

### Au sommet
Ogonkov joue au Spartak Moscou durant l'ensemble de sa carrière et fut le meilleur défenseur soviétique de tous les temps selon Nikita Simonian. Il remporte dès sa première saison le titre de champion de l'Union Soviétique avec le Spartak, titre qu'il remporte à deux autres reprises.
Ses prouesses à la défense lui permettent d'être sélectionné en équipe nationale en 1955, remportant la médaille d'or avec l'URSS lors des Jeux Olympiques de 1956.

### Suspension
En 1958, Mikhail est arrêté, avec Eduard Streltsov et Boris Tatushin, pour un viol présumé. Il est finalement condamné à trois ans de suspension pour tout match. Lors de son retour en 1961, il se blesse gravement, subissant une ablation d'un rein et est obligé de prendre sa retraite. Il se reconvertit par la suite comme entraineur des équipes espoirs du Spartak Moscou.
En 1962, il apparait sous les traits du capitaine d'équipe allemande de football dans le film de propagande Troisième mi-temps d'Evgueni Karelov qui relate la rencontre entre l'équipe soviétique et celle de Luftwaffe à Kiev en 1942, qu'on connait comme le match de la mort.

## Mort suspecte
Le cadavre de Ogonkov est retrouvé dans son appartement de Moscou le 14 août 1979. Selon les médecins légistes, la mort remontait à deux semaines mais on ne sut jamais les circonstances exactes du décès même si la thèse de l'assassinat n'est pas écartée. Il est enterré au cimetière Danilovskoïe dans le district Donskoï de Moscou.

## Statistiques
| Saison                | Club                  | Championnat           | Championnat | Championnat | Coupe(s) nationale(s) | Coupe(s) nationale(s) | Total | Total |
| Saison                | Club                  | Division              | M.          | B.          | M.                    | B.                    | M.    | B.    |
| 1952                  | Spartak Moscou        | D1                    | -           | -           | 5                     | 0                     | 5     | 0     |
| 1953                  | Spartak Moscou        | D1                    | -           | -           | 1                     | 0                     | 1     | 0     |
| 1954                  | Spartak Moscou        | D1                    | 15          | 0           | -                     | -                     | 15    | 0     |
| 1955                  | Spartak Moscou        | D1                    | 17          | 0           | 3                     | 0                     | 20    | 0     |
| 1956                  | Spartak Moscou        | D1                    | 22          | 0           | -                     | -                     | 22    | 0     |
| 1957                  | Spartak Moscou        | D1                    | 21          | 0           | 4                     | 0                     | 25    | 0     |
| 1958                  | Spartak Moscou        | D1                    | 3           | 0           | -                     | -                     | 3     | 0     |
| 1961                  | Spartak Moscou        | D1                    | -           | -           | -                     | -                     | 0     | 0     |
| Total sur la carrière | Total sur la carrière | Total sur la carrière | 78          | 0           | 13                    | 0                     | 91    | 0     |

## Palmarès
Union soviétique
- Champion olympique en 1956.

 Spartak Moscou
- Champion d'Union soviétique en 1956 et  1958.